# مها محمد
مها محمد (3 أبريل 1980  -)، مذيعة وممثلة كويتية.

## عن حياتها
بدأت بتقديم البرامج في تلفزيون الكويت عام 2001 ومن خلالها قدمت برامج منوعة عديدة على القناة كونت لها شهرة ، كما أن لها تجربة في برامج الكاميرا الخفية من خلال برنامج «صادوة 2» بمشاركة الممثل يعقوب عبد الله في عام 2003، خاضت للمرة الأولى تجربة التمثيل في عام 2006 وذلك من خلال مسرحية «أمل في مملكة النمل» مع الممثلة لمياء طارق، في عام 2009 أجرت عمليات جراحية لأنفها ووجها أسفرت عن تغيير شكلها بالكامل لأمر الذي أثار استياء وسائل الإعلام وانتقادها بشكل لاذع

### ابتعادها عن تقديم البرامج واتجاها للتمثيل
بعدما فقدت حلمها الإعلامي بسبب التحرشات التي تعرضت لها عندما كانت تعمل مذيعة، مما دفعها إلى الابتعاد عن هذا المجال والاتجاه للتمثيل التي وصفته بأنه «أقل شراسة ووطأة على الصعيد الأخلاقي» وأضافت أنها رفضت تحرش أحد المسؤولين بها، وقالت له بالحرف الواحد: «أضحي بحلمي.. ولا أضحي بنفسي»، فاستشاط غضبا وحاربني بسياسة «التطفيش»، حتى هجرت الإعلام واتجهت إلى التمثيل الذي واجهت فيه الأشرار لكنهم أقل من الإعلام. وأضافت «للأسف.. أن من يدفع بعض المسؤولين لمساومة المذيعة أو الفنانة هو وجود نماذج لفتيات يقدمن التنازلات بدافع الحاجة للمال أو الشهرة، هؤلاء شوهن صورة العاملات في الحقلين الإعلامي والفني ويجب التصدي لهن»، واستدركت «الحمد لله أنا لدي المال والشهرة.. ولست في حاجة للتنازلات»  وأوضحت أنها رفضت كثيرا من المسلسلات كبطولة مطلقة بسبب جرأة الأدوار التي تضمنتها، وقالت لن أقبل الظهور بدور الزوجة الخائنة أو اللعوب أو مدمنة المخدرات مراعاة لأولادي، فأنا لا أريد لأصدقائهم أن يجرحوهم بالكلام.

### نجاتها من الإختطاف
عام 2010 نجت من عملية اختطاف على يد مجهول انتحل شخصية المنتج الكويتي عادل المسيليم، طلب مني لقاءه في مكتبه الخاص للاتفاق على مسلسل.وقالت: في اليوم التالي وفي طريقي إلى العنوان اتصلت بالمنتج المسيليم لمزيد من التأكيد، ففوجئت به يخبرني بأنه لا يعلم شيئا عن الأمر، فأدركت أنني كنت سأقع ضحية لمحاولة اختطاف وخداع، وقمت على الفور بتبليغ الشرطة للتحقق من العنوان الذي تبيّن لاحقا بأنه كان لشقة مفروشة.

### تعرضها لوعكة صحية
تعرضت لوعكة صحية كادت تودي بحياتها ثمنا للتشخيص الطبي الخطأ في الكويت فمجرد التهاب بسيط ومزمن تحول إلى مرض عضال لكنها تماثلت للشفاء بعد عودتها من رحلتها العلاجية في أمريكا

### حياتها الأسرية
تزوجت للمرة الأولى وانفصلت عن زوجها رزقت منه بولدين هما «عبد الله» و«فيصل» وابنة صغيرة توفيت هي صغيرة، في ديسمبر 2016 تزوجت للمرة الثانية من رجل أعمال أردني يدعى «محمد عادل» في حفل خاص حضره عدد محدود من الأصدقاء والأقارب في أكتوبر 2018رزقت بابنة اسمتها «مها»

### الخلاف مع مريم حسين والصلح
شرارة الخلاف كانت بعدما سجلت في حسابها على (سناب شات) فيديو مع الفنان حسين المنصور عن رأيهم حول الألقاب التي تُمنح للممثلات، ولم يكونوا يقصدونها بتاتاً، وموضوعهم مختلف عما اعتقده البعض، وكان ذلك قبل أن تحوز هي أحد الألقاب، وبعدها ركبوا فيديو على كلامنا ليبدو الأمر وكأننا نعلق على أنها أخذت اللقب، وللأمانة نحن (مو صوبها، ولا ندري عنها)»!
تفاجئت بعدها بأنها أساءت لها من خلال حسابها على الموقع ذاته، وسجلت كلاماً في حقيها يندرج تحت جريمة (السبّ والقذف)، الأمر الذي لجأت من خلاله إلى القضاء»  أشيع بعدها بأنها وراء سحب جواز مريم مفي أبوظبي الأمر الذي أثار الاستغراب على مواقع التواصل الاجتماعي فكيف يسحب الجواز من مريم في حين أنها متواجدة بالولايات المتحدة، وأضافت مها أنها لكونها متعاطفة مع الاخيرة فسحبت الدعوى المقامة منها ضدها وتم تسليمها جوازها فور وصولها الإمارات كما نفت مها أن تكون السبب في منع دخول مريم للكويت، ووجهت المذيعة مها محمد رسالة للفنانة مريم حسين وقالت فيها: “لا تتسرعي ولا تسمعي من أذن واحدة فيه تليفون تقدري أن تستوعبي الموضوع قبل القيام بردح وذم على العامة”.

### الهجوم عليها ببدايتها[15]
قالت إنها بعد اطلالتها الأولى عبر الشاشة في برنامج «صادوه 2» في رمضان 2003، خرجت إلى السوق لشراء ملابس العيد لأبنائها، ولم يخطر ببالها حينها انها باتة مشهورة ومعروفة بين الناس، ولكنها فوجئت بهجوم شبابي مزعج عليّ في اروقة المجمع التجاري «صراخ واستعباط» ما جعلنها «تنحاش» وتغطي وجهها بيدّي إلى ان انتهى الموضوع بتدخل من الشرطة التي كانت متواجدة في المجمع وفي نوفمبر 2018 رزقت بابنتها الثالثة والتي اسمتها على اسمها «مها»

## أعمالها

### من المسلسلات
| السنة | المسلسل             |
| ----- | ------------------- |
| 2006  | صاحبة الامتياز      |
| 2007  | نمر بن عدوان        |
| 2008  | سقوط الأقنعة        |
| 2009  | البيت المائل        |
| 2009  | عيون عليا           |
| 2009  | الورثة              |
| 2009  | أشياء لا تشترى      |
| 2009  | وعاد الماضي         |
| 2010  | الحب الذي كان       |
| 2011  | الشمس تشرق مرتين    |
| 2011  | علمني كيف أنساك     |
| 2011  | الحب لا يكفي احياناً |
| 2011  | الدخيلة             |
| 2012  | خادمة القوم         |
| 2013  | أي دمعة حزن لا      |
| 2013  | غصن مكسور           |
| 2016  | الوجة المستعار      |
| 2016  | لقيت روحي           |
| 2018  | روتين               |

### من المسرحيات
| سنة الإنتاج | المسرحية           |
| ----------- | ------------------ |
| 2006        | أمل في مملكة النمل |
| 2008        | العصابة في الوادي  |
| 2010        | التوائم السبعة     |

## روابط خارجية
- مها محمد على موقع قاعدة بيانات الأفلام العربية